# Torben Brostrøm
Torben Brostrøm, född 4 juni 1927 i Kalundborg, 
död 7 december 2020 var en dansk författare och litteraturkritiker. 
Brostrøm har varit professor vid Danmarks Lærerhøjskole och mångårig recensent i dagstidningen Dagbladet Information. Han var medlem av Danska akademien sedan 1973.